# Rod Downey

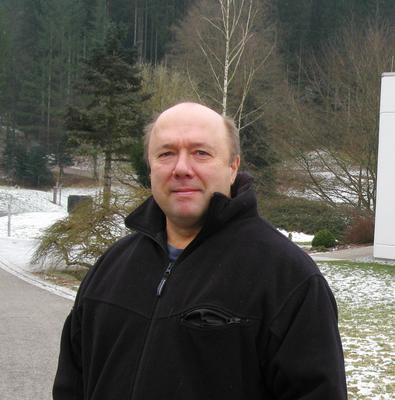
Rod Downey, Oberwolfach 2012

Rodney „Rod“ Graham Downey (* 20. September 1957) ist ein neuseeländisch-australischer Mathematiker und Informatiker.
Downey studierte Mathematik an der University of Queensland mit dem Bachelor-Abschluss 1978 und an der Monash University (damals Chisholm Institute of Technology), an der er 1982 bei John Newsome Crossley promoviert wurde ( Abstract Dependence, Recursion Theory and the Lattice of Recursively Enumerable Filters) und anschließend Lecturer war. 1982 war er Visiting Assistant Professor an der Western Illinois University, 1983 bis 1985 Lecturer an der National University of Singapore und 1985/86 Visiting Assistant Professor an der University of Illinois at Urbana-Champaign. Ab 1986 war er Lecturer an der Victoria University of Wellington, an der er 1991 Reader wurde und 1995 einen persönlichen Lehrstuhl erhielt.
Er war Gastprofessor und Gastwissenschaftler an der National University of Singapore, der Cornell University, der University of Notre Dame, der University of Chicago, der University of Wisconsin, in Siena und 2012 Fellow am Isaac Newton Institute.
Er befasst sich insbesondere mit Komplexitätstheorie und begründete mit Michael Fellows das Gebiet der parametrisierten Komplexität und der parametrisierten Algorithmen.
2008 bis 2010 war er James Cook Fellow der Royal Society of New Zealand, deren Fellow er 1996 wurde und deren Hamilton Award er 1992 und Hector Medal er 2011 erhielt, und 2003 der erste MacLaurin Fellow des New Zealand Institute for Mathematics and its Applications (dessen Ko-Direktor er ist). 2008 wurde er Fellow der Association for Computing Machinery, 2013 Fellow der Australian Mathematical Society und 2012 Fellow der American Mathematical Society. 2016 erhielt er einen Humboldt-Forschungspreis und 2016 den Shoenfield Prize der Association of Symbolic Logic für sein Buch Algorithmic Randomness and Complexity mit Hirschfeldt. 2014 erhielt er mit Hans Bodlaender, Rod Downey, Danny Hermelin, Lance Fortnow und Rahul Santhanam den Nerode Prize der European Association for Theoretical Computer Science (bei Bodlaender, Downey, Fellows, Hermelin für ihre Arbeit On problems without polynomial kernels, Journal of Computer and System Sciences, Band 75, 2009, S. 423–434, darüber dass eine große Klasse von FPT-Problemen nicht keine polynomialen Kerne haben). 2018 war er Gödel-Lecturer.
2001 bis 2003 war er Präsident der New Zealand Mathematics Society. 1999 bis 2004 war er Herausgeber und 2000 bis 2004 koordinierender Herausgeber des Journal of Symbolic Logic und 2004 bis 2010 Managing Editor des Bulletin of Symbolic Logic. Außerdem ist er seit 2006 Herausgeber von Theory of Computing Systems (früher Mathematical Systems Theory), seit 2011 von Computability und seit 2009 des Archive for Mathematical Logic.
2006 war er eingeladener Sprecher auf dem Internationalen Mathematikerkongress in Madrid (Algorithmic randomness and computability).
Er hat die australische und neuseeländische Staatsbürgerschaft.

## Schriften
- mit Michael R. Fellows: Parametrized Complexity, Springer, Monographs in Computer Science 1999
- mit D. Hirschfeldt: Algorithmic randomness and complexity, Springer 2010
- mit M. Fellows: Fundamentals in parametrized complexity, Springer 2013
- mit Keng Meng Ng, Reed Solomon: Minimal  Weak  Truth  Table  Degrees  and  Computably  Enumerable  Turing  Degrees, Memoirs American Mathematical Society, pdf
- mit Jan Reimann: Algorithmic randomness, Scholarpedia
- mit M. Fellows: Fixed-parameter tractability and completeness, 4 Teile, Teil 1 (Basic Results), SIAM Journal on Computing, Band 24, 1995, S. 873–921, Teil 2 (The completeness for W[1]), Theoretical Computer Science, Band 141, 1995, S. 109–131, Teil 3 (Some structural aspects of the W-Hierarchy) in: K. Ambos-Spies, S. Homer, U. Schoning (Hrsg.), Complexity theory. Current Research, Cambridge University Press 1993, S. 166–191, Teil 4 (On Completeness for W[P] and PSPACE analogues) mit Abrahamson, Annals of Pure and Applied Logic, Band 73, 1995, S. 235–276